# Davis Evan Bedford
Davis Evan Bedford, britanski general, * 1898, † 1978.